# Band of Gypsys
Band of Gypsys er både titlen på et livealbum af Jimi Hendrix og navnet på det band han samlede efter The Jimi Hendrix Experience blev opløst. Albummet blev indspillet 31. december 1969 og 1. januar 1970 på Fillmore East i New York og udgivet i april 1970, 
fire måneder før han døde i 1970, Det var det sidste album, Hendrix selv autoriserede. Efter udgivelsen turnerede han indtil sin død med Cox, mens Miles blev erstattet af Mitch Mitchell fra The Jimi Hendrix Experience på turneen.
Albummet var produceret af Hendrix og nåede femtepladsen i USA og sjettepladsen i Storbritannien.

## Sange
Alle sange er skrevet af Jimi Hendrix hvor intet andet er nævnt
1. "Who Knows" – 9:32
2. "Machine Gun" – 12:32
3. "Changes" (Buddy Miles) – 5:10
4. "Power To Love" – 6:53
5. "Message of Love" – 5:22
6. "We Gotta Live Together" (Buddy Miles) – 5:46

## Medvirkende
- Jimi Hendrix – elguitar, sang
- Buddy Miles – trommer, sang
- Billy Cox – basguitar